# Sineugraphe megaptera
Sineugraphe megaptera är en fjärilsart som beskrevs av Charles Boursin 1948. Sineugraphe megaptera ingår i släktet Sineugraphe och familjen nattflyn. Inga underarter finns listade i Catalogue of Life.